# Áreas protegidas da Bielorrússia

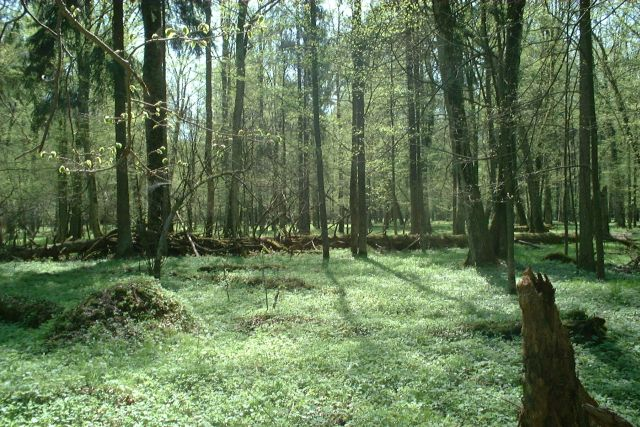
Zapovédnik do Bosque de Białowieża.

As áreas protegidas da Bielorrússia são espaços naturais e semi-naturais que beneficiam de diferentes níveis de proteção, e que corresponde ao conceito de área protegida. Embora seu objetivo principal seja invariavelmente a conservação da natureza, seus objetivos específicos podem ir desde a proteção estrita até o uso controlado dos recursos naturais locais.
Em 2008 havia cinco zapovedniki e parques nacionais, oitenta e quatro zakazniki de importância nacional e 349 de nível local, 305 monumentos naturais a nível nacional e outros 544 a nível local.

## Categorias
A mencionada lei inclui as seguintes categorias:
- Zapovednik (Reserva natural)
- Parques nacionais
- Zakaznik (Espaço natural, coto de caça)
- Monumento natural
- Área internacional protegida.[2]

Algumas reservas naturais são reconhecidas a nível internacional como reservas da biosfera no quadro do Programa Homem e Biosfera da UNESCO. Além disso, outras delas são consideradas sítios ramsar.
Em 1925 foi criado o primeiro zapovednik do país, à época a RSS da Bielorrússia. Em 1939 o bosque de Białowieża seria integrado ao seu território, depois da invasão soviética daquele ano.
Em 1969 e em 1988 foram inauguradas respectivamente as reservas de Pripyat (Parque Nacional desde 1996) e Polesia.